# Ruth Bradley
Pour les articles homonymes, voir Bradley.
Ruth Bradley est une actrice irlandaise née le 24 janvier 1987 à Dublin.

## Biographie
Ruth Bradley est principalement connue pour avoir incarné Emily Merchant dans la série Nick Cutter et les Portes du temps et la policière Lisa Nolan dans le film Grabbers. Pour sa prestation dans le drame In Her Skin (en), elle est récompensée du Prix de la Meilleure Actrice au Festival international du film de Milan.

## Filmographie
Sauf indication contraire, les informations mentionnées dans cette section peuvent être confirmées par la base de données cinématographiques IMDb,  présente dans la section « Liens externes ».

### Cinéma
- 2006 : Flyboys de Tony Bill : Laura
- 2008 : The Alarm (en) de Gerard Stembridge : Molly
- 2009 : In Her Skin (en) de Simone North : Caroline Reid Robertson
- 2012 : Grabbers de Jon Wright : Lisa Nolan
- 2013 : The Sea de Stephen Brown : Claire
- 2013 : Breakfast Wine (court métrage) de Ian Fitzgibbon : Lady
- 2015 : Pursuit (en) de Paul Mercier : Gráinne
- 2016 : Holidays de Gary Shore : Elizabeth (segment : Saint Patrick's Day)
- 2016 : The Flag de Declan Recks : Charlie
- 2017 : Daphne (en) de Peter Mackie Burns : Tracey
- 2019 : The Informer d'Andrea Di Stefano : Cat
- 2022 : The Wonder de Sebastián Lelio : Maggie Ryan

#### Courts métrages
- 2009 : Love de Ben Sedley : Sal
- 2017 : Last Words de Mike Fisher : C

### Télévision

#### Séries télévisées
- 2002 : Ultimate Force : Georgia Gracey
- 2003 : The Clinic (en) : Moya Cassidy
- 2004 : Love Is the Drug : Brenda
- 2005 : Golden Hour : urgences extrêmes (The Golden Hour) : Erin Cooper
- 2006 : Stardust (en) : Antoinette Keegan
- 2006 : Legend : Jacinta (6 épisodes)
- 2006 - 2007 : The Innocence Project (en) : Beth McNair
- 2007 : Comedy Showcase (en) : Laura
- 2009 : Plus One : Laura
- 2009 : Rásaí na Gaillimhe : Garda Aoife Ní Chaoimh
- 2010 - 2011 : Love/Hate (en) : Mary Tracey
- 2011 : Nick Cutter et les Portes du temps (Primeval) : Emily Merchant
- 2012 : Titanic : Mary Maloney
- 2012 : Threesome (en) : Julie
- 2012 - 2014 : Doctor Who : Dark Eyes : Molly O'Sullivan (voix)
- 2015 - 2018 : Humans : Karen Voss
- 2016 : Rebellion : Frances O'Flaherty
- 2016 : The Fall : Wallace
- 2017 : Philip K. Dick's Electric Dreams : Yaro Peterson
- 2018 : The Split : Lauren Brooker
- 2019 - 2023 : Petit Meurtre entre frères (Guilt) : Angie Curtis
- 2021 : Les Enquêtes de Morse (Endeavour) : Sarah Sellars
- 2021 - 2023 : Ted Lasso : Mlle Bowen
- 2023 : The Gold (en) : Isabelle Cooper
- 2024 : ConcordIA : Thea

#### Téléfilms
- 2002 : Sinners d'Aisling Walsh : Angela
- 2005 : Showbands d'Ian Fitzgibbon : Maggie
- 2012 : Beauty and the Beast d'Yves Simoneau : Grace
- 2013 : Horizon d'Yves Simoneau : Lauren
- 2018 : L'Affaire Florence Nightingale (Agatha and the Truth of Murder) de Terry Loane : Agatha Christie